# Pseudosciara lindneri
Pseudosciara lindneri är en tvåvingeart som först beskrevs av Franz Lengersdorf 1930.  Pseudosciara lindneri ingår i släktet Pseudosciara och familjen sorgmyggor. Inga underarter finns listade i Catalogue of Life.